# Kunz Jenő
Kunz Jenő, eredetileg Kuncz Jenő (Temesvár, 1844. október 29. – Budapest, 1926. szeptember 25.) jogfilozófus, szociológus, közgazdász, a Magyar Tudományos Akadémia levelező tagja. Fő kutatási terület a jogfogalom erkölcsi alapon való elméleti értelmezése volt, emellett a munkaszervezeti formákon alapuló társadalomelméleti modelljének köszönhetően a magyarországi szociológia úttörő alakjai között tartják számon. Kuncz Ignác (1841–1903) jogtudós öccse, Kuncz Ödön (1884–1965) jogász, közgazdász és Kuncz Aladár (1885–1931) író, lapszerkesztő nagybátyja.

## Életútja
A Pesti Egyetemen szerezte meg jogtudományi doktori oklevelét. Előbb a kincstári jogügyi igazgatóságnál dolgozott, majd bírósági szolgálatba lépett. 1871-től 1895-ig jónevű ügyvédi irodát tartott fenn Budapesten. Ezt követően közel három évtizeden keresztül volt Spanyolország tiszteletbeli budapesti konzulja. Ezzel párhuzamosan több nagyvállalat szerződtette jogtanácsosként, emellett a Győr–Sopron–Ebenfurti Vasút igazgatóelnöke, a Magyar Országos Központi Takarékpénztár és a kőbányai Első Magyar Részvényserfőzde igazgatósági tagja volt.

## Munkássága
Pozitivista szemléletű jogelméleti műveiben jog és igazságosság viszonyrendszerével, az ún. helyes jog értelmezésével foglalkozott. A jog fogalmát az erkölcsi, a vallási, a személyes érzelmi kötelékek diktálta parancsokkal egyenértékű viselkedési, cselekvési parancsként tételezte. Az igazságos jog címen 1904-ben tartott akadémiai székfoglalójában is kifejtett elméletében a jog szerepét elsőrendűen abban határozta meg, hogy kényszerítő erejével a magasabb rendű erkölcsi követelményeknek és a társadalmi közérdekeknek, de az egyén és a közösség etikai elvárásainak is eleget tegyen. Amennyiben a jogrendszer következetes alkalmazásából nem logikusan következik ezen egyéni és közösségi kívánalmak kielégítése, úgy a jog nem igazságos és bírálható; ennek ellentételezéseként viszont amennyiben a jog megfelel az ún. igazságossági követelményeknek, de nem szerez magának érvényt, úgy maga a jogfogalom sérül.
Jogbölcseleti munkássága mellett társadalomfilozófiával is foglalkozott, s 1901-ben A munka címen megjelent monográfiájának köszönhetően a magyarországi szociológia úttörő alakjai között tartják számon. Ebben a művében megkísérelte egy teljes szociológiai rendszer kiépítését, amelyben a munkát – úgy is mint a hatalom eszközét és a szabadságösztön érvényesülési formáját – tételezte a társadalom fő szervezőerejének. Az emberi munkának az egyén viselkedésére, a közösség életére és a társadalmi hatalom természetére gyakorolt befolyása egyaránt elsőrendű fontosságú. Mozgatórugója egyfelől a szorgalom egyéni törvénye, másfelől a társadalmi hatalom jellege. Ez utóbbi lehet ösztönző hatású, amikor a hatalom is munkán és versenyen alapul (aktív hatalom, szabad együttműködés), és lehet pusztán kényszerítő erejű, amennyiben a hatalom alapját a behódoltak, alávetettek munkája adja (passzív hatalom, hatalmi munkaszervezés). Legyen bár a hatalom jellemzően aktív vagy passzív, az egyén viszonyulását a munkához – ezen keresztül a társadalmi rendszerhez – mindenkor meghatározza vagy módosítja a szabadság iránti függetlenségi ösztöne, amelynek társadalomalakító hatása erősebben érvényesül az egyéni érdekekkel kevésbé azonosuló hatalmi munkaszervezés esetén. Egy társadalmat vagy államot soha nem jellemezhetünk tisztán aktív vagy passzív hatalommal, e munkaszervezési formák hosszabb távon kiegyenlítődésre törekvő elegye alkotja a társadalom szerkezetét, s az általuk kijelölt viselkedési szabályok képeződnek le a jogrendszerben.
Pályája során közgazdaságtannal is foglalkozott, minisztériumi felkérésre az 1900-as években az ő vezetésével állították össze Budapest székesfőváros gazdasági tevékenységének eredménykimutatását és számviteli mérlegét.

## Társasági tagságai és elismerései
Tudományos eredményei elismeréseként 1903-ban a Magyar Tudományos Akadémia levelező tagjává választották.

## Főbb művei
- A traditio, mint a dologbani jogok szerzési módja. in: Jogtudományi Közlöny 1872. 237–245. p.
- A munka: Tanulmány. Budapest, Kilián, 1901, 382 p.
- Fővárosunk háztartásáról. in: Közgazdasági Szemle XXVI. 1902, 169–184. p.
- Gabonaelővételek és árúuzsora. Budapest, Budapesti Hírlap, 1903, 30 p.
- Az igazságos jog. Budapest, Magyar Tudományos Akadémia, 1903, 44 p. (Akadémiai székfoglalója)
- A jog. Budapest, Athenaeum, 1908, 74 p.

## További irodalom
- Moór Gyula: Kunz Jenő l. tag emlékezete. Budapest, Magyar Tudományos Akadémia, 1934, 19 p.

1. ↑  https://library.hungaricana.hu/hu/view/BFLV_bn_25_07_1999_3_2/?pg=30&layout=s